# Ichneumon contrarius
Ichneumon contrarius är en stekelart som beskrevs av Berthoumieu 1895. Ichneumon contrarius ingår i släktet Ichneumon och familjen brokparasitsteklar. Inga underarter finns listade i Catalogue of Life.